# Juan Antonio Señor
Juan Antonio Señor est un footballeur et entraîneur espagnol, né le 26 août 1958 à Madrid.

## Biographie
En tant que milieu de terrain, il fut international espagnol à 41 reprises (1982-1988) pour 6 buts.
Il marque le douzième et dernier but de la victoire 12-1 contre Malte qui qualifie l'Espagne pour l'Euro 1984. Il fut titulaire dans tous les matchs de la phase finale sauf contre le Portugal. Il inscrit son tir au but en demi contre le Danemark, mais il perd en finale contre la France (0-2).
À la Coupe du monde de football de 1986, au Mexique, il joue trois matchs sur cinq et les trois en tant que remplaçant (Brésil, Algérie et Belgique). Il marque un but à la 85e minute contre la Belgique en quarts, de plus il réussit son tir au but, mais l'Espagne est éliminée en quarts.
En tant que joueur, il remporta deux Liga (1975 et 1976) et deux coupes du Roi (1975 et 1986).
En tant qu'entraîneur, il ne remporta rien avec des clubs de divisions inférieures (Mérida UD, UD Salamanca, Fútbol Club Cartagena et CD Logroñés).

## Clubs

### En tant que joueur
- 1974-1977 : Real Madrid
- 1977-1980 : Club Deportivo Ciempozuelos
- 1980-1981 : Deportivo Alavés
- 1981-1990 : Real Saragosse

### En tant qu'entraîneur
- 1999-2000 : Mérida UD
- 2000-2001 : UD Salamanca
- 2002-2003 : Fútbol Club Cartagena
- 2003-2004 : CD Logroñés

## Palmarès
- Championnat d'Europe de football
  - Finaliste en 1984
- Coupe d'Espagne de football
  - Vainqueur en 1975 et en 1986
- Championnat d'Espagne de football
  - Champion en 1975 et en 1976

## Distinction personnelle
- Prix Don Balón de Meilleur joueur espagnol : 1983